# Atagema
Atagema Gray, 1850 è un genere di molluschi nudibranchi della famiglia Discodorididae.

## Tassonomia
Il genere comprende le seguenti specie:
- Atagema africana (Pruvot-Fol, 1953) (taxon inquirendum)
- Atagema alba (O'Donoghue, 1927)
- Atagema anceps (Bergh, 1890)
- Atagema boucheti Valdés & Gosliner, 2001
- Atagema browni T.E. Thompson, 1980
- Atagema carinata (Quoy & Gaimard, 1832) - specie tipo
- Atagema echinata (Pease, 1860)
- Atagema gibba Pruvot-Fol, 1951
- Atagema intecta (Kelaart, 1859)
- Atagema molesta (M.C. Miller, 1989)
- Atagema notacristata Camacho-Garcia & Gosliner, 2008
- Atagema ornata (Ehrenberg, 1831)
- Atagema osseosa (Kelaart, 1859)
- Atagema rugosa Pruvot-Fol, 1951
- Atagema spinosa (Risbec, 1928)
- Atagema spongiosa (Kelaart, 1858)
- Atagema triphylla (Bergh, 1892)
- Atagema tristis (Alder & Hancock, 1864)